# Casa Museo Azorín
La Casa Museo Azorín sita en la localidad de Monóvar (Provincia de Alicante, España), fue la residencia de la familia Martínez Ruiz en Monóvar desde 1876. Pertenece a la actual Fundación Mediterráneo.
Es un edificio de tres plantas que alberga en su seno una exposición de objetos y enseres de Azorín, así como la biblioteca del escritor, formada por un fondo bibliográfico de 14.000 volúmenes, algunos de ellos del siglo XVI, y la correspondencia del mismo. 
Con el tiempo se ha convertido en imprescindible para todos aquellos que estudian la obra de Azorín y para los interesados en la lectura o consulta de los periódicos monoveros, microfilmados todos ellos, o los magníficos libros que contiene. 
Edita Anales azorinianos, coedita algunas publicaciones y organiza el Coloquio Internacional de la Universidad de Pau (Francia).